# Aleksandr Bakulew
Aleksandr Nikołajewicz Bakulew (ros. Александр Николаевич Бакулев, ur. 25 listopada?/7 grudnia 1890 we wsi Niewienikowskaja w gubernia wiackiej (obecnie w obwodzie kirowskim), zm. 31 marca 1967 w Moskwie) – radziecki chirurg, profesor, akademik Akademii Nauk ZSRR, prezydent Akademii Nauk Medycznych ZSRR (1953–1960).

## Życiorys
W 1911 ukończył gimnazjum i podjął studia na Wydziale Medycznym Uniwersytetu Saratowskiego, po ukończeniu którego w 1915 został skierowany na Front Zachodni, służył jako młodszy lekarz pułkowy w szpitalach wojskowych. W 1918 uzyskał dyplom lekarza na Uniwersytecie Saratowskim i został wcielony do Armii Czerwonej, po demobilizacji w 1922 pracował jako ordynator i potem asystent w klinice chirurgicznej, w 1926 przeniósł się do Moskwy i podjął pracę w katedrze chirurgii 2 Uniwersytetu Moskiewskiego jako asystent, potem adiunkt i drugi profesor, w 1939 uzyskał tytuł doktora. Po ataku Niemiec na ZSRR został głównym chirurgiem Frontu Rezerwowego, w 1943 został kierownikiem katedry chirurgii 2 Moskiewskiego Instytutu Medycznego, 1941–1953 był głównym chirurgiem Zarządu Leczniczo-Sanitarnego Kremla. Napisał wiele prac na temat leczenia chirurgicznego, wniósł duży wkład w rozwój neurochirurgii. W 1948 został akademikiem Akademii Nauk Medycznych ZSRR, a w 1958 akademikiem Akademii Nauk ZSRR. 24 września 1948 przeprowadził pierwszą w ZSRR operację wrodzonej wady serca. W latach 1953–1960 był prezydentem Akademii Nauk Medycznych ZSRR, a 1951–1962 deputowanym do Rady Najwyższej ZSRR. Został pochowany na Cmentarzu Nowodziewiczym.

## Odznaczenia i nagrody
- Medal Sierp i Młot Bohatera Pracy Socjalistycznej (8 grudnia 1960)
- Order Lenina (trzykrotnie)
- Order Czerwonego Sztandaru Pracy
- Order Czerwonej Gwiazdy
- Nagroda Leninowska (1957)
- Nagroda Stalinowska (1949)
- Order Zasług dla Narodu (Jugosławia)
- Order Zasługi Cywilnej (Bułgaria)

I medale.